# Julia Garner
Julia Garner, född 1 februari 1994 i New York, är en amerikansk skådespelare.
Garner har bland annat medverkat i TV-serierna Ozark (2017–2022) och Inventing Anna från 2022. Hon har även medverkat i filmerna Sin City: A Dame to Kill For från 2014 och Grandma från 2015.

## Filmografi (i urval)
- 2011: Martha Marcy May Marlene
- 2012: The Perks of Being a Wallflower
- 2014: Sin City: A Dame to Kill For
- 2015: Grandma
- 2017–2022: Ozark
- 2018–2019: Dirty John
- 2018: Waco
- 2019 – Modern Love (TV-serie)
- 2022: Inventing Anna
- 2024: Apartment 7A
- 2025 – Wolf Man
- 2026: Weapons